# Bill Koch (affärsman)
William Ingraham "Bill" Koch, född 3 maj 1940 i Wichita, Kansas, är en amerikansk företagsledare som är grundare, president och vd för petroleumbolaget Oxbow Corporation sedan 1983.
Den amerikanska ekonomitidskriften Forbes rankade Koch till att vara världens 1 787:e rikaste med en förmögenhet på 1,7 miljarder amerikanska dollar för den 3 april 2022.
Han avlade kandidatexamen, master of science och doktorsexamen i kemiteknik vid Massachusetts Institute of Technology (MIT).
Koch har stort seglingsintresse och var ägaren till segelbåten America³ som vann 1992 års upplaga av America's Cup. Han är också en av världens största vinsamlare.
Han är son till Fred Koch, tvillingbror till David Koch och bror till Charles Koch samt före detta svåger till Julia Koch, som var gift med sin tvillingbror mellan 1996 och fram tills hans död 2019.